# Casa Bas (Capellades)
Casa Bas és una obra de Capellades (Anoia) protegida com a Bé Cultural d'Interès Local.

## Descripció
Edifici civil. Mas. Té forma d'ela amb coberta a una sola vessant. A la planta baixa s'hi trobaven el graner i magatzems; a la primera planta s'hi troben les dependències de la casa, que conserven el caire que devien tenir l'any de la seva construcció.
Es remarcable la volta oberta damunt d'un carrer per facilitar, segurament, el creixement del poble -carac.medieval-
Dins d'aquesta casa hi ha un escut (nobiliari?) del segle xvii dividit en 4 camps. Externament decorat per motius vegetals: fulles de geganta, simètricament. A cada camp hi ha una simbologia diferent: part superior: esquerra: lleó i creu? Dreta: flor o ocell? I 2 línies ondulades. Part inferior: esquerra: 2 lleons afrontats. Dreta: 3 ocells.

## Història
Es el mas més antic del poble. Durant molt de temps fou la darrera casa del poble, per això els baixos servien de muralla així com la tanca de l'actual jardí. La volta estava tancada amb un portal. L'actual construcció està datada al segle xvii. El primer propietari conegut fou F.Balaguer.